# Харченко Ніна Митрофанівна
Ніна Митрофанівна Харченко (нар. 18 жовтня 1926 року) — заслужена артистка України.

## Біографія
Школу закінчила з золотою медаллю у 1945 році. Після школи закінчила Полтавський педагогічний інститут. Переїхала до Херсону, де працювала в обласній філармонії артисткою розмовного жанру, а потім - артисткою Херсонського музично-драматичного театру.
З 1954 року на Донеччині — у Донецькому музично-драматичному театрі ім. Артема.
Ролі, які зіграла актриса: образ Марусі («Ой, не ходи, Грицю, та й на вечорниці» М. Старицького), Софії («Безталанна» І. Тобілевича), Маші («Кремлівські куранти» М. Погодіна), Даші («Донбас» Б. Горбатова), образ гірничого інженера Марії Одинцової з п’єси «Марія» О. Салинського та ін. 